# 江秉之
江 秉之（こう へいし、381年 - 440年）は、東晋から南朝宋にかけての官僚。字は玄叔。本貫は済陽郡考城県。

## 経歴
給事中の江纂（江逌の子）の子として生まれた。若くして父を失い、弟妹7人の養育に力をそそいだ。はじめ劉穆之の下で丹陽前軍府参軍となった。劉裕が徐州刺史となると、秉之はその下で徐州主簿に任じられた。南朝宋が建てられると世子中軍参軍となった。永初元年（420年）、劉裕が皇帝に即位すると、秉之は員外散騎侍郎となり、太子詹事丞に任じられた。永初3年（422年）、少帝が即位すると、秉之は入朝して尚書都官郎となった。次いで永世県令や烏程県令として出向して、善政で知られた。後に建康県令として召還された。元嘉7年（430年）、殷景仁が領軍将軍となると、秉之はその下で司馬となった。また山陰県令として出向し、治績を挙げて新安郡太守に任じられた。
元嘉12年（435年）、臨海郡太守に転じた。秉之は得られた秩禄を全て親族や友人に分け与えたため、その妻子は常に飢寒に瀕していた。農地経営を勧める者があったが、秉之は官人として利益を争うことを拒否した。元嘉17年（440年）、死去した。享年は60。
子に江徽（江謐の父）があり、尚書都官郎・呉県県令となったが、徐湛之の党与として劉劭に殺害された。

## 伝記資料
- 『宋書』巻92 列伝第52
- 『南史』巻36 列伝第26